# Damir Pekič
Damir Pekič (* 15. Januar 1979 in Maribor) ist ein ehemaliger slowenischer Fußballspieler. Der Stürmer, der außerhalb seines Heimatlandes auch in Deutschland, Portugal, Ungarn und Österreich unter Vertrag stand, gewann in der Spielzeit 2000/01 den Titel des Torschützenkönigs der Slovenska Nogometna Liga.

## Werdegang
Pekič entstammt der Jugend des Kovinar MB. Seine Profikarriere begann der Angreifer beim NK Maribor. Als Nachwuchsspieler debütierte er für die Männermannschaft des Erstligisten, in der er zunächst unregelmäßig eingesetzt wurde. Entsprechend hatte er nur geringfügigen Anteil am Gewinn der Meisterschaften 1998, 1999 und 2000. Für die Spielzeit 2000/01 verlieh ihn der Klub an den Ligarivalen NK Celje. Zwar belegte er mit dem Klub lediglich den fünften Tabellenplatz, mit 23 Saisontoren setzte er sich vor Sebastijan Cimirotič und Ermin Rakovič an die Spitze der Torschützenliste. 
Nach seiner anschließenden Rückkehr zu NK Maribor etablierte sich Pekič daraufhin auch dort in der Angriffsreihe. Mit 14 Saisontoren gehörte er erneut zu den torgefährlichsten Stürmern der Liga und war somit ein Garant für den erneuten Gewinn des Meistertitels. Dabei platzierte er sich hinter Romano Obilinović und seinem Mannschaftskameraden Samir Duro an dritter Stelle der Torschützenliste. Auch in den folgenden beiden Spielzeiten traf er jeweils zweistellig, lag jedoch in der Torschützenliste weit hinter den Torschützenkönigen Marko Kmetec respektive Dražen Žeželj. Dennoch reichte es zu zwei weiteren Titelgewinnen. In der Spielzeit 2002/03 holte er mit dem Klub erneut den Meistertitel, im folgenden Jahr gewann er an der Seite von Aleš Čeh, Peter Franci und Bostjan Znuderl den Landespokal. Beim 4:0-Hinspielerfolg gegen NK Dravograd glänzte er als zweifacher Torschütze und trug damit angesichts der 3:4-Rückspielniederlage entscheidend zum Titelgewinn bei.
Durch seine Torgefährlichkeit hatte Pekič das Interesse ausländischer Klubs geweckt. Im Sommer 2004 verließ er daher sein Heimatland und schloss sich LR Ahlen in der 2. Bundesliga an. Weder unter Trainer Ingo Peter noch unter dessen Nachfolger František Straka kam er zum Zug und blieb hinter Spielern wie Stanko Svitlica, Daniel Thioune, Babacar N’Diaye oder Musemestre Bamba einsatzloser Ersatzmann. Daher kehrte er dem westdeutschen Klub den Rücken und schloss sich dem portugiesischen Klub CS Marítimo an. Auch hier blieb sein Engagement erfolglos, so dass er nach einer Halbserie in sein Heimatland zurückkehrte.
Bei seinem alten Klub NK Maribor zeigte Pekič wieder seine Torgefährlichkeit. Bis zum Saisonende erzielte er sieben Saisontore, wobei ihm beim 4:1-Sieg über den späteren Meister ND Gorica ein von der Halbzeitpause unterbrochener Hattrick gelang. Damit belegte die Mannschaft am Saisonende den vierten Platz. Nachdem er in der folgenden Spielzeit mit acht Toren zum Erreichen des dritten Tabellenranges beigetragen hatte, verließ er im Sommer 2007 abermals sein Heimatland. Sein Auslandsengagement beim ungarischen Verein Zalaegerszegi TE FC währte jedoch auch nicht lange, bereits nach anderthalb Jahren zog es ihn wieder nach Slowenien.
Pekič schloss sich im Frühjahr 2009 NK Nafta Lendava an. Für den Erstligisten lief er bis zum Saisonende auf und trug mit einem Saisontor zum Klassenerhalt des ostslowenischen Klubs bei. Im Sommer wechselte er innerhalb der Liga zum NK Domžale, mit dem er die Liga als Tabellenachter abschloss. Dort spielte er bis zum Sommer 2012, ehe er sich dem steirischen Landesligisten SV Wildon für ein Jahr anschloss und dann zum SV Frauental wechselte.
Da er seit der Winterpause der Saison 2014/15 bei keinem Verein mehr gelistet ist, kann davon ausgegangen werden, dass er seine Karriere beendet hat. 